# Liporrhopalum virgatae
Liporrhopalum virgatae är en stekelart som beskrevs av Hill 1969. Liporrhopalum virgatae ingår i släktet Liporrhopalum och familjen fikonsteklar. Inga underarter finns listade i Catalogue of Life.